# Ducroiset

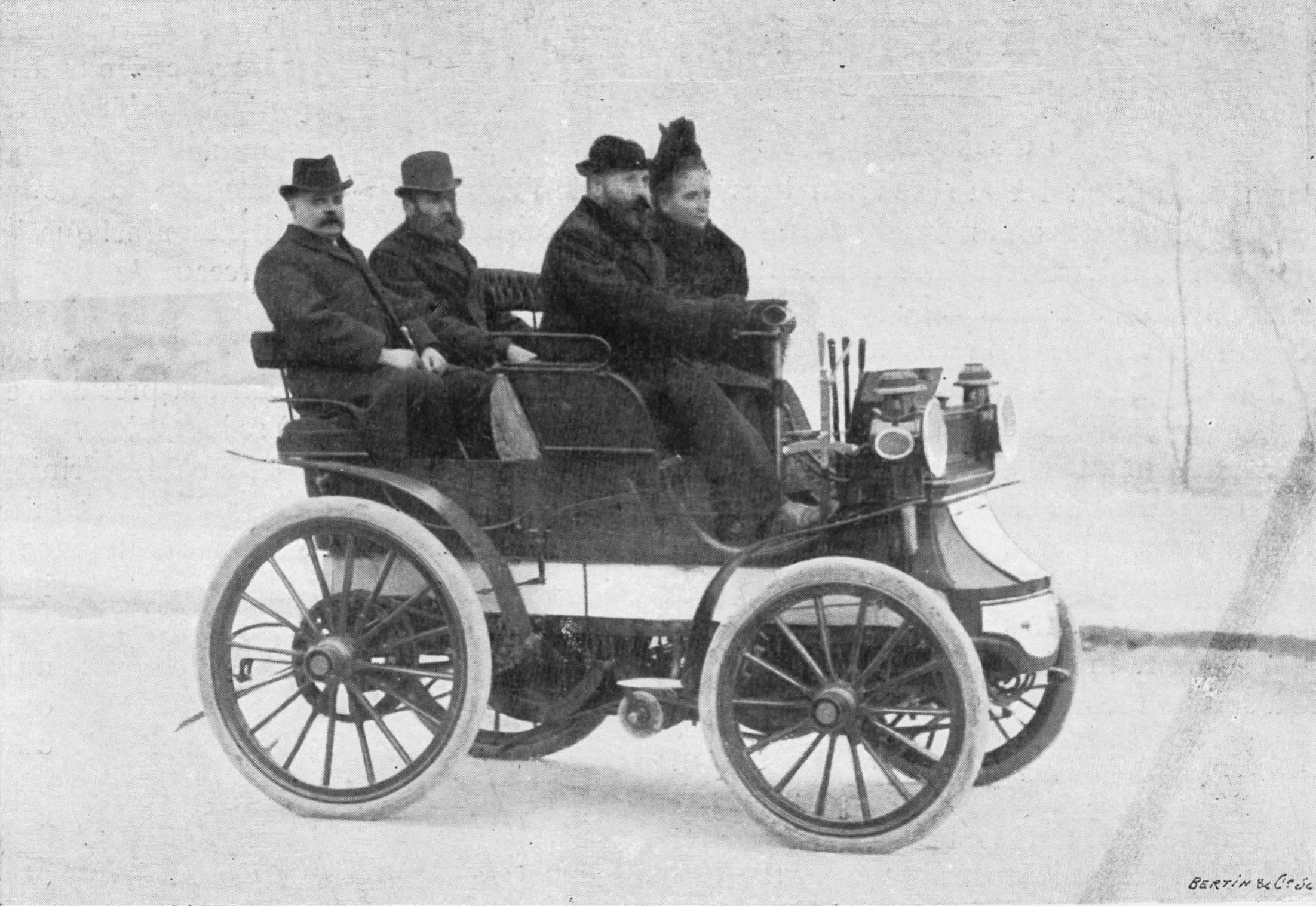
Ducroiset 8 CV (1897)

Ducroiset et Fils war ein französischer Hersteller von Automobilen.

## Unternehmensgeschichte
Das Unternehmen aus Grenoble begann 1897 mit der Produktion von Automobilen. Die Markennamen lauteten Ducroiset in Frankreich und Hercules für den Export nach England. 1900 endete die Produktion.

## Fahrzeuge
Das einzige Modell war ein großes, solides Fahrzeug mit Phaeton-Karosserie. Es hatte einen wassergekühlten Benzin-Zweizylindermotor mit 8 PS, der vorne im Fahrzeug montiert war. Das Riemengetriebe bot drei Vorwärtsgänge.